# Two Star & the Dream Police
Two Star & the Dream Police — дебютный студийный альбом американского автора-исполнителя, продюсера и мультиинструменталиста Майкла Гордона, известного под профессиональным псевдонимом Mk.gee. Выпущенный 9 февраля 2024 года на лейбле R&R, альбом был поддержан пятью синглами: «Candy», «How Many Miles», «Are You Looking Up», «You Got It» и «Dream Police».
Альбом получил одобрение критиков, рецензенты отметили лирическое содержание, продюсирование, а также артистический рост Гордона и его вокальные данные. Он вошёл в несколько списков лучших альбомов 2024 года, а также был назван одним из лучших альбомов первой половины 2020-х годов по версии Pitchfork. В коммерческом плане Two Star & the Dream Police занял 84 место в чарте альбомов Шотландии и 29 место в чарте независимых альбомов Великобритании, став первым чартовым альбомом Гордона.
Для продвижения альбома Гордон отправился в североамериканское турне с апреля по май 2024 года, а затем в мировое турне, которое началось в сентябре и должно завершиться в декабре.

## Предыстория
Two Star & the Dream Police — первый релиз Гордона после его дебютного микстейпа A Museum of Contradiction в 2020 году. В 2021 году, перед работой над альбомом, Гордон сотрудничал с музыкантом Дижоном Дуэнасом (известного как Dijon), выступив в качестве соавтора и сопродюсера его дебютного студийного альбома Absolutely'. С тех пор Дижон часто сотрудничает с Гордоном.

## Композиция
В музыкальном плане Two Star & the Dream Police были описаны Hypebeast как «жанровый Bedroom pop с элементами инди и альтернативы».

## Отзывы
| Совокупная оценка    | Совокупная оценка |
| Источник             | Оценка            |
| -------------------- | ----------------- |
| Metacritic           | 83/100            |
| Оценки критиков      |                   |
| Источник             | Оценка            |
| Clash                | 8/10              |
| The Line of Best Fit | 8/10              |
| Pitchfork            | 7.8/10            |
| Rolling Stone        | [ 7 ]             |

После выхода альбом Two Star & the Dream Police был высоко оценён музыкальными критиками. На сайте Metacritic, который присваивает нормализованную оценку из 100 баллов рецензиям основных критиков, альбом получил среднее значение 83 балла, основанное на четырёх рецензиях, что свидетельствует о «всеобщем признании».
В рецензии для Clash Ана Ламонд написала: «В треклисте присутствует погружающее качество, которое сразу же бросается в глаза. Каждый трек погружён в ночной поток акустики, игривый в использовании расстояний, текстур и мелодий. […] В звуковом плане Two Star & The [Dream] Police способен бросить вызов традиционным условностям баллады, в то же время проникая в магнетическую уязвимость через перо [Mk.gee]». Макс Гейлер из The Line of Best Fit высоко оценил альбом, отметив лирическое содержание, продюсирование и вокал Гордона, и написал: «Эти 12 песен, занимающие чуть более 33 минут, несут в себе вес артистизма, который так хорошо изучен и мастерски исполнен». Автор Pitchfork Брэди Брикнер-Вуд назвал альбом «великолепным дебютным альбомом», похвалив его производство и вокал, и сказал: «Магия [альбома в том, что] ничто в современной музыке не звучит так, как он, но, кажется, он всегда был с нами, витая за гранью возможного».

### Итоговые списки критиков
| Публикация | Список                              | Ранг | Ссылка |
| ---------- | ----------------------------------- | ---- | ------ |
| Complex    | The Best Albums Of 2024 (So Far)    | 13   | [ 8 ]  |
| Vogue      | The 21 Best Albums of 2024 (So Far) | N/A  | [ 9 ]  |

| Публикация/критик  | Список                                 | Ранг | Ссылка |
| ------------------ | -------------------------------------- | ---- | ------ |
| Apple Music        | Apple Music’s Favorite Albums of 2024  | N/A  | [ 10 ] |
| Billboard          | Staff List: The 50 Best Albums of 2024 | 9    | [ 11 ] |
| Crack              | The Top 50 Albums of 2024              | 6    | [ 12 ] |
| Exclaim!           | Exclaim!'s 50 Best Albums of 2024      | 19   | [ 13 ] |
| Gorilla vs. Bear   | Gorilla vs. Bear’s Albums of 2024      | 2    | [ 14 ] |
| The New York Times | Jon Caramanica's Best Albums of 2024   | 1    | [ 15 ] |
| The New Yorker     | The Best Albums of 2024                | 2    | [ 16 ] |
| NPR                | The 50 Best Albums of 2024             | н/д  | [ 17 ] |
| Paste              | The 100 Best Albums of 2024            | 51   | [ 18 ] |
| Pitchfork          | The 50 Best Albums of 2024             | 18   | [ 19 ] |
| Rolling Stone      | The 100 Best Albums of 2024            | 14   | [ 20 ] |
| Stereogum          | The 50 Best Albums Of 2024             | 22   | [ 21 ] |
| Uproxx             | The Best Albums Of 2024                | н/д  | [ 22 ] |
| Vulture            | The Best Albums of 2024                | N/A  | [ 23 ] |

| Публикация | Список                              | Ранг | Ссылка |
| ---------- | ----------------------------------- | ---- | ------ |
| Pitchfork  | 100 Best Albums of the 2020s so far | 91   | [ 1 ]  |

| Публикация         | Песня                | Список                             | ранг | Ссылка |
| ------------------ | -------------------- | ---------------------------------- | ---- | ------ |
| Coup De Main       | «Alesis»             | The Best Songs Of 2024 (so far)    | N/A  | [ 24 ] |
| NME                | «Alesis»             | The 50 best songs of 2024          | 7    | [ 25 ] |
| Vulture            | «Alesis»             | The Best Songs of 2024             | 1    | [ 26 ] |
| Dazed              | «Are You Looking Up» | The 20 best tracks of 2023         | 12   | [ 27 ] |
| Los Angeles Times  | «Are You Looking Up» | The 24 best songs of 2024 so far   | N/A  | [ 28 ] |
| NPR                | «I Want»             | The best songs of 2024 (so far)    | N/A  | [ 29 ] |
| The New York Times | «Little Bit More»    | The 40 Best Songs of 2024 (So Far) | N/A  | [ 30 ] |
| The Fader          | «You Got It»         | The 100 best songs of 2023         | 26   | [ 31 ] |

## Список композиций
По данным Spotify.
Слова и музыка всех песен — Michael Gordon, кроме обозначенных. Все треки спродюсированы Гордоном, кроме «New Low» и «DNM», спродюсированных им совместно с Dijon Duenas.
| №                   | Название             | Автор(ы)                     | Длительность |
| ------------------- | -------------------- | ---------------------------- | ------------ |
| 1.                  | «New Low»            |                              | 2:06         |
| 2.                  | «How Many Miles»     |                              | 2:21         |
| 3.                  | «Are You Looking Up» |                              | 2:46         |
| 4.                  | «DNM»                | Gordon Duenas                | 1:58         |
| 5.                  | «You Got It»         | John Keuch Gordon Sam Wilkes | 2:14         |
| 6.                  | «Rylee & I»          |                              | 2:22         |
| 7.                  | «Candy»              |                              | 2:54         |
| 8.                  | «I Want»             |                              | 3:38         |
| 9.                  | «Alesis»             |                              | 3:18         |
| 10.                 | «Breakthespell»      |                              | 4:27         |
| 11.                 | «Little Bit More»    |                              | 2:19         |
| 12.                 | «Dream Police»       | Keuch Gordon                 | 2:49         |
| Общая длительность: | Общая длительность:  | Общая длительность:          | 33:18        |

## Чарты
| Чарт (2024)                                  | Высшая позиция |
| -------------------------------------------- | -------------- |
| Шотландия (Scottish Albums Chart)            | 84             |
| Великобритания (UK Independent Albums Chart) | 29             |

### Комментарии
1. ↑  Включён в раздел почётных упоминаний, а не в основной список лучших альбомов.